# Blaine Wilson
Pour les articles homonymes, voir Wilson.
Blaine Wilson est un gymnaste artistique américain né le 3 août 1974 à Columbus (Ohio).

## Biographie
Lors des Jeux olympiques d'été de 2004 se tenant à Athènes, il remporte la médaille d'argent dans l'épreuve du concours par équipes en compagnie de ses coéquipiers Morgan Hamm, Paul Hamm, Brett McClure, Jason Gatson et Guard Young. Il remporte également la médaille d'argent dans la même épreuve avec l'équipe américaine lors des Championnats du monde de 2003.